# Dickschnabelnonne
Die Dickschnabelnonne (Lonchura grandis) ist eine Vogelart aus der Familie der Prachtfinken. Die Art wird gelegentlich als Ziervogel gehalten.

## Beschreibung
Dickschnabelnonnen erreichen eine Körpergröße von zwölf Zentimetern und wiegen im Mittel 14,3 Gramm. Es besteht kein ausgeprägter Sexualdimorphismus. Brust und Kopf sind schwarz, die großen Schnäbel sind silbergrau und damit deutlich vom Gefieder abgesetzt. Die übrige Körperoberseite ist kastanienbraun. Der hintere Bürzel und die Oberschwanzdecken sind glänzend orangegelb. Die Schwanzfedern sind zugespitzt und sind gelb gesäumt. Die Körperunterseite ist schwarz. Sie locken mit einem weichen güt. Die Männchen singen pfeifend, allerdings gelegentlich in einer so hohen Tonhöhe, dass es für das menschliche Ohr nicht mehr wahrnehmbar ist.

## Verbreitung und Lebensraum
Das Verbreitungsgebiet der Dickschnabelnonne ist der Südosten und der Norden Neuguineas. Sie ist lokal häufig, aber lückenhaft verbreitet und lebt gesellig in Gras- und Schilfflächen an Flüssen und in Sümpfen. Die Höhenverbreitung reicht bis auf etwa 1.280 Meter. Gemeinsam mit der Graukopfnonne, der Prachtnonne, der Braunbrustnonne, dem Trauerbronzemännchen und der Höhennonne hat die Dickschnabelnonne Grasregionen der Mittelgebirge besiedelt, in der ursprünglich nur die Arfaknonne und die Schwarzbrustnonne vorkam.
Die Brutzeit fällt in die Regenzeit. Die Nester werden einzeln oder kolonienweise in den äußeren Zweigen von Büschen und Bäumen am Rand von sumpfigem Gelände errichtet. Das Männchen beteiligt sich am Nestbau. Das Gelege besteht aus drei bis fünf Eiern. Die beiden Elternvögel bebrüten das Gelege abwechselnd 13 bis 14 Tage. Die Nestlingszeit beträgt 21 bis 22 Tage. Nach weiteren 14 Tagen sind die Jungvögel selbständig.

## Haltung
Die ersten Dickschnabelnonnen wurden erst 1969 nach Deutschland eingeführt. Aus diesen Vögeln scheint jedoch keine selbsttragende Ziervogelpopulation aufgebaut worden zu sein. Weitere Dickschnabelnonnen wurden gegen Ende der 1970er und zu Beginn der 1980er Jahre nach Deutschland eingeführt. Seitdem wird die Dickschnabelnonne von einigen Haltern regelmäßig in kleiner Zahl nachgezogen.

## Belege

### Einzelbelege
1. ↑  Nicolai et al., S. 258.
2. ↑  Nicolai et al., S. 260.